# Journal of Finsler Geometry and its Applications
Journal of Finsler Geometry and its Applications ist eine seit 2020 von der University of Mohaghegh Ardabili im Iran herausgegebene englischsprachige mathematische Open-access-Fachzeitschrift. Sie erscheint ausschließlich in elektronischer Form und widmet sich Theorie und Anwendungen der Differentialgeometrie mit spezieller Betonung der Finsler-Geometrie.